# Ignatia Broker
Ignatia Broker o Nibowisegwe (White Earth, Minnesota 1917-1987) fou una escriptora anishinaabemowin. Estudià, donà classes i treballà per a l'exèrcit en els anys 40. El 1972 va fundar la Minnesota American Indian Historical Society. Reconeguda contadora d'històries tradicionals, va escriure Night Flying woman. An ojibway narrative (1983), que recull històries com Ahmik Nishgadahzee, una mena de Bambi indi, i Weegwahsimitig, història d'un arbre.